# Сима Миљуш
Сима Миљуш (Лушци Паланка, 1894 — Москва, 1937) био је учесник Балканских и Првог светског рата, револуционар и политички радник.

## Биографија
Сима Миљуш рођен је 1894. године у Лушци Паланки, Босна. У Првом балканском рату 1912. борио се у чети Воје Танкосића, а у Другом балканском рату 1913. године дезертирао је из Македоније. Био је члан омладинске револуционарне организације „Млада Босна“, па је 1914. године ухапшен на почетку Првог светског рата и интерниран у Араду. Мобилизован је 1917. године и ухапшен код царске и краљевске Регименте број 79 у Оточцу као политички сумњивац. Слом Аустроугарске дочекао је у гарнизонском затвору у Загребу, очекујући осуду. У оквиру Дијамантштајнове акције 1919. године је ухапшен заједно са Владимиром Чопићем, Л. Кордићем и друговима. Пуштен је из затвора, али је био поново хапшен 1921. године под сумњом саучесништва у атентату на Милорада Драшковића. После рата, као студент права, био је председник Удружења академске социјалистичке омладине на Загребачком универзитету.
Био је члан Покрајинског извршног већа Социјалистичке радничке партије Југославије (комуниста) у Загребу, а изабран је и за комунистичког народног посланика за град Загреб 1920. године. Хапшен је после атентата на регента Александра 1921. године и интерниран у родно место заједно са својом женом Зором. 1924. године био је обласни секретар Независне радничке партије Југославије (НРПЈ) за Србију и референт на седницама Земаљског већа НРПЈ. Сарађивао је у партијској штампи („Истина“, „Нова истина“, „Нови свијет“, „Радник“, „Радничка реч“, „Радничка борба“, „Борба“, итд.).
Године 1933. је емигрирао је у Совјетски Савез, а 1937. године је ухапшен и нестао је у Стаљиновим чисткама.